# Anjin-ketsujō-shō
Das Anjin-ketsujō-shō (jap. 安心決定鈔; auf Deutsch etwa „Über die feste Erlangung friedvollen Geistes“) ist ein in Japanisch verfasstes Traktat der buddhistischen Literatur, das grundlegende Konzepte des japanischen Amidismus erklärt. Zentrale Themen des Anjin-ketsujō-shō sind das 18. der 48 Gelübde des Buddhas Amida, das Nembutsu (u. a. als Samadhi, Person und Unerschaffenes), sowie Andere Kraft und Eigene Kraft.
Urheber und Entstehungsdatum sind ungeklärt, lassen sich aber grob im späten 13. oder frühen 14. Jahrhundert verorten. Aufgrund der Charakteristik der in ihm enthaltenen Konzepte und Ausdrücke vermutet man, dass der Autor dem Seizan-ha (西山派) angehörte, einem Zweig der Jōdo-shū, der von Hōnens Meisterschüler Shōkū (證空; 1177–1247) begründet wurde. Seine größte Wirkung entfaltete das Anjin-ketsujō-shō jedoch historisch gesehen in der Jōdo-Shinshū. Zu den bedeutendsten Rezipienten aus dieser Schule gehören drei Anführer der Hongan-ji-Tradition: Shinrans Urenkel Kakunyo (覚如; 1270–1351), dessen Sohn Zonkaku (存覚; 1290–1373) sowie Rennyo (蓮如; 1415–1499).

## Das grundlegende Gelübde Amidas
Am Anfang setzt das Anjin-ketsujō-shō das ursprüngliche Gelübde Amidas als Voraussetzung zum Verständnis der Lehre des Reinen Landes (des Buddhas Amida) voraus und umreißt im Folgenden die wichtigsten Punkte dieser Glaubenslehre, wie sie besonders aus dem Daimuryōjukyō (大無量寿経; dem Größeren Sukhāvatī-vyūha-sūtra) bekannt ist. Demnach habe der Bodhisattva Dharmakāra einst aufgrund seines unendlichen, gütigen Erbarmens 48 Gelübde abgelegt, in denen er verschiedene Versprechen und gleichzeitig jeweils das Erreichen seiner Buddhaschaft zur Bedingung der Erfüllung dieser Versprechen macht. Besonderer Wert wird dabei, wie auch sonst im Amidismus, auf das 18. Gelübde gelegt, das auch – aus dem Ōjō raisan (往生礼讃) des dritten Patriarchen der chinesischen Schule des Reinen Landes, Shandao (chinesisch 善導, Pinyin Shàndǎo; jap. Zendō; 613–681), – zitiert wird:

„Falls, wenn ich Buddha [Amida] geworden bin, empfindsame Wesen irgendwo in den zehn Richtungen [i.e. dem gesamten Kosmos] meinen Namen wenigstens zehnmal anrufen und dennoch nicht im Reinen Land geboren werden, so möge ich nicht die vollkommene Buddhaschaft erlangen.“

Dieses Gelübde fasst zwei fundamentale Elemente buddhistischer Ethik auf dem Weg zur Buddhaschaft zusammen und legt sie in der grundlegenden Lehre des Amidismus aus, wie sie das Anjin-ketsujō-shō im Anschluss an das Zitat ausführt: Gelübde (願, gan; hier ein Bodhisattva-Gelübde) und Praxis (行, gyō; auch „Werke“, hier die Anrufung des Namens des Buddhas Amida, das Nembutsu). Das 18. Gelübde Amidas fungiert gleichsam als Garantie für die Geburt im Reinen Land der Gläubigen so wie auch als aktive Kraft für die Wirksamkeit von deren Praxis, dem Nembutsu. Da allein das Bestreben und die Praxis des Bodhisattva Dharmakāra, das fünf Kalpas bzw. mehrere Milliarden Jahre lang dauern soll, Bestreben und Praxis der Gläubigen (charakterisiert als närrische, tugendlose und im Grunde bösartige Wesenheiten) zu erfüllen, bleibe selbst im Nembutsu keine einzige Äußerung und kein Gedanke beim Gläubigen als dessen eigene Handlung zurück. Durch das Nembutsu verkörpere sich gleichsam Wahrheit und Realität des 18. Gelübdes Amidas, kehre damit zu sich selbst (zum 18. Gelübde) zurück und löse somit alle Dualität auf.
Diese Erklärungen beinhalten mehrere grundlegende amidistische Vorstellungen; zum einen die der realen Gegenwart des Mappō, dem Zeitalter, in dem den gläubigen Buddhisten die Möglichkeit zu Praktiken fehlt, um mit eigener Anstrengung zur Buddhaschaft zu gelangen, weswegen ihre einzige Hoffnung der Buddha Amida und dessen Wirken sei. Zum anderen wird das Konzept der Anderen Kraft evoziert, die Kraft des Buddhas Amida, auf die (zur Errettung aus dem Samsara) vertraut werden müsse, da während des Mappō die Eigene Kraft unter den „närrischen Wesen“ ihre Wirksamkeit verloren habe.

## Das Nembutsu
Dem Nembutsu werden im Text eine Fülle von Funktionen zugeschrieben, die allerdings alle nur in Bezug auf das amidistische Heilsziel, die Geburt im Reinen Land, zu verstehen seien. So ist demnach das Nembutsu auch das Vertrauen in die Wahrheit und Gültigkeit des grundlegenden, 18. Gelübdes; es ist die Verkörperung und Vergegenwärtigung all dessen, was dadurch dem Glauben nach realisiert worden ist, ob der Bewusstwerdung davon ist es auch Anlass für die größten Freuden bereits im Diesseits und darum auch Grund für Huldigung und Dankbarkeit, die ebenfalls im Nembutsu ausgedrückt werden; es ist das Einswerden von Gläubigem und Buddha-Dharma. Dies entspricht der fundamentalen und zentralen Funktion, die das Nembutsu in der religiösen Lehre des Amidismus allgemein einnimmt.
Ausdrücklich zurückgewiesen wird die Vorstellung, beim Nembutsu handele es sich um ein Mittel zur Erlangung der Geburt im Reinen Land, wenn man nicht daran glaubte, dass das 18. Gelübde schon praktisch erfüllt sei, sondern von der Akkumulation möglichst vieler Anrufungen durch den Gläubigen abhinge. Sei der Glaube an Amidas grundlegendes Gelübde etabliert, so der Text, reiche selbst ein einziges Anrufen zur Errettung (entgegen der im 18. Gelübde implizit geforderten 10 Anrufungen).
Im Samadhi (Zustand der tiefsten bzw. intensivsten Meditation, Kontemplation oder Konzentration mit dem Ziel der Beruhigung des Geistes) des Nembutsu müsse verstanden werden, dass Körper und Geist gleichsam zu Namu-amida-butsu werden (die Aussprache des Nembutsu, in der Gläubiger und Amida schon lautlich eins werden sollen: „Namu“ bedeutet „Verehrung dem“, „(Ich) rufe an“ oder „(Ich) überantworte mich dem“ und bezieht sich auf den Gläubigen, während „amida-butsu“ einfach „Buddha Amida“ bedeutet): Amidas tugendhafte Werke und sein Bestreben durchdrängen alle Elemente und Partikel der Materie und auch alle blinden Leidenschaften. Je extremer die Verlorenheit des Vereinzelten im Samsara, desto größer sei Amidas gütiges Mitleid, weswegen selbst den verkommensten empfindsamen Wesen die Errettung sicher sei, da sie bereits Namu-amida-butsu seien. Diese vollständige Durchdringung sei dadurch gewährleistet, dass der Buddha-tathāgata Amida der Körper des Dharma-Reiches sei, nach Shandao ein Feld erleuchtender Aktivität, identisch mit dem Reich der empfindsamen Wesen. Auf diese Weise seien auch die drei Modi der Handlungen (dies sind körperliche, verbale und mentale Aktivitäten) von Gläubigen und Amida völlig miteinander verschränkt (eine Vorstellung, die radikal in der Ji-shū entfaltet wurde).

Da das Nembutsu als ursprünglich dem Dharma-Körper zugehörig vorgestellt wird, könne es nicht dem in ständiger Wiedergeburt und Vernichtung anheimgefallenen Bereich des Samsara angehören. So folgert der Text, das Nembutsu sei unerschaffen und somit gleichsam ewig: Seine Gültigkeit, Wahrheit oder Wirksamkeit hänge nicht im mindesten vom tatsächlichen Aussprechen oder Gedenken ab und könne dadurch weder erschaffen noch vernichtet werden. Hierzu wird wiederum Shandao – diesmal aus dem Gengi-bun (玄義分), dem Vorwort zu seinem Kommentar über das Sūtra der Meditation über Amida – zitiert: 

„Der Dharma-Körper ist ewig, gleich wie der leere Raum.“

## Andere Kraft und Eigene Kraft
Tatsächlich, hierauf wird wiederholt hingewiesen, handele es sich beim gläubig vollzogenen Nembutsu um nichts anderes als die Andere Kraft des Buddhas Amida, die durch die Zufluchtnahme (帰命, kimyō) des vertrauensvoll Gläubigen tätig werde, so dass der Gläubige gleichsam vom grundlegenden Gelübde des Amida getragen werde, auf der Realität von Amidas Buddhaschaft reite und so jegliche Dualität von Geist und Buddha auflöse. Zur Veranschaulichung der Zufluchtnahme wird ein Gleichnis herangezogen, in dem die Sonne gleich dem Bodhisattva Kannon sei: Kleinkinder seien der Ansicht, dass das von ihnen wahrgenommene Licht von ihnen selbst stamme, ihre eigenen Augen Ursache des Lichts seien. Doch einsichtige Menschen könnten ihnen zu verstehen geben, dass, wenn dies wahr wäre, sie auch bei Nacht sehen können müssten. Daher sei es angebracht, dem ursprünglichen Licht der Sonne zu vertrauen und nicht der Kraft der eigenen Augen. Der Geist der Menschen gleiche dem des Kleinkindes im Gleichnis, das sich als Ursache und Eigentümer aller Phänomene währt. Doch in Wahrheit sei trotz der offenkundigen Ignoranz der Menschen ihr Leben nicht ihr eigenes, sondern das Unermessliche Leben des Buddha Amida. Diese Ignoranz aufzugeben und stattdessen auf Amida zu vertrauen sei gleichbedeutend mit der Zufluchtnahme in seine Andere Kraft.
Am Schluss des Textes wird nochmal ein Gleichnis bemüht: Genauso wie einmal in Brand gesetztes Feuerholz nicht mehr von der es verzehrenden Flamme getrennt werden kann, so seien Herz und Geist der Menschen untrennbar von Amidas Unermesslichem Licht. Namu-amida-butsu sei der Name der dadurch immerwährenden Einheit von Erleuchtung und Schutz, die das Licht Amidas allen Menschen gewähre.